# Kaya Brüel
Kaya Brüel (Copenaghen, 30 agosto 1972) è una cantante e attrice danese.

## Biografia
Kaya Brüel ha firmato un contratto discografico con la Replay Records nel 1990, e l'anno successivo ha pubblicato il suo album di debutto Kaya, contenente cover di successi degli anni '60 e '70, che ha venduto più di 80 000 copie in Danimarca. Dopo due dischi di minor successo, la cantante ha lasciato la sua etichetta lamentando il fatto che gli esecutivi non dessero attenzione alla sua visione artistica, e ha pubblicato il suo primo album jazz, Complex, su ManRec.
Negli anni 2000 si è concentrata principalmente sulla sua carriera di attrice e doppiatrice, comparendo in svariate serie televisive e commedie danesi. È tornata alla musica nel 2006, dopo otto anni di pausa, con l'album di musica per bambini Jeg fandt en sang på vejen, che ha raggiunto la 21ª posizione della classifica danese e che ha ottenuto in disco d'oro dalla IFPI Danmark con oltre 15 000 copie vendute.
Nel 2010 Kaya Brüel ha partecipato al Dansk Melodi Grand Prix, il processo di selezione del rappresentante danese all'Eurovision Song Contest, cantando il brano Only Tonight, ma non è riuscita a qualificarsi per la finale a quattro. È stata successivamente giurata al Dansk Melodi Grand Prix nel 2013 e nel 2016, ed è stata una dei cinque giurati danesi all'Eurovision nelle edizioni del 2009, 2013 e 2016.

## Filmografia

### Cinema
- Negerkys og labre larver, regia di Li Vilstrup (1987)
- Kys mor, skat!, regia di Carsten Sønder (1990)
- Det store flip, regia di Niels Gråbøl (1997)
- Familien Gregersen, regia di Charlotte Sachs Bostrup (2004)
- Veninder, regia di Charlotte Sachs Bostrup (2005)
- Rene hjerter, regia di Kenneth Kainz (2006)
- Der var engang en dreng - som fik en lillesøster med vinger, regia di Steen Rasmussen e Michael Wikke (2006)
- Hotel Tivoli, regia di Antón Reixa (2007)
- Min pinlige familie og mutantdræbersneglene, regia di Stefan Fjeldmark (2010)

### Televisione
- De udvalgte – serie TV (2001)
- Se dagens lys – film TV, regia di Steen Rasmussen e Michael Wikke (2003)
- Forsvar – serie TV (2003–04)
- Instinkt – cortometraggio, regia di Roni Ezra (2006)
- Far, mor og bjørn – serie TV (2008)
- Manden med de gyldne ører – serie TV (2009)
- Borgen - Il potere (Borgen) – serie TV (2010)
- Lykke – serie TV (2011)
- The Bridge - La serie originale (Bron) – serie TV (2013)
- Bankerot – serie TV (2014–15)
- Mit 50/50 liv – serie TV (2016)
- Mercur – serie TV (2017)
- Tæt på sandheden med Jonathan Spang – serie Tv (2017)

### Doppiatrice
- La grande avventura di Jungle Jack (Jungledyret), regia di Stefan Fjeldmark e Flemming Quist Møller (1993)
- Jungledyret 2 - den store filmhelt, regia di Stefan Fjeldmark, Jørgen Lerdam e Flemming Quist Møller (1996)
- Love Birds – cortometraggio, regia di Trylle Vilstrup (2000)
- Jungledyret Hugo – serie TV (2003)
- Cirkeline og verdens mindste superhelt, regia di Jannik Hastrup (2004)
- Der var engang... – serie TV (2004–05)
- Cykelmyggen og dansemyggen, regia di Jannik Hastrup e Flemming Quist Møller (2007)
- Jungledyret Hugo: Fræk, flabet og fri, regia di Jørgen Lerdam, Flemming Quist Møller e Anders Sørensen (2007)
- Gummi T, regia di Michael Hegner (2012)
- Otto er et næsehorn, regia di Kenneth Kainz (2013)
- Cykelmyggen og minibillen, regia di Jannik Hastrup e Flemming Quist Møller (2014)

## Discografia

### Album in studio
- 1991 – Kaya
- 1992 – The State I'm In
- 1995 – Sweet Reality
- 1998 – Complex
- 2006 – Jeg fandt en sang på vejen
- 2008 – The Love List
- 2008 – Med Dannebrog på næsen
- 2010 – Julen varer længe (con Ole Kibsgaard)
- 2016 – Nu & nær

### EP
- 2013 – Otto er et næsehorn

### Singoli
- 1991 – Traffic Jam
- 1991 – Sweet Nothings
- 1992 – Stay
- 1992 – You and I/Inevitability
- 1992 – Anytime at All
- 1992 – Love Song
- 1993 – The State I'm In
- 1995 – All I Do
- 1995 – Keep Your Conscience Clear/Misdemeanor
- 1995 – Put My Love Around You
- 1996 – Sweet Reality
- 2005 – Far til fire (con Bobo Moreno)
- 2006 – Jeg fandt en sang på vejen
- 2010 – Only Tonight
- 2016 – Byen brænder
- 2016 – Nu & nær

#### Come artista ospite
- 2000 – Den eneste jeg elsker (Ginman/Jørgensen feat. Kaya Brüel)